# Jean Flori
Jean Flori (Lillebonne, Normandía; 7 de abril de 1936-18 de abril de 2018) fue un historiador francés medievalista, más específicamente centrado en el tema de la caballería y las cruzadas. Estaba considerado como uno de los académicos más relevantes del siglo XX en esta área.

## Biografía
Flori realizó estudios científicos antes de dedicarse a la teología y a la historia. Doctor letras y ciencias humanas por la Sorbona, escribió su tesis acerca de la caballería en los siglos XI y XII, misma que fue tutoreada por el medievalista Georges Duby, convirtiéndose en uno de sus más importantes discípulos.  Junto con ello aceptó la fe y la religión adventista.
Dentro de su carrera académica, fue director de investigaciones del Centro Nacional para la Investigación Científica de Francia (en francés, Centre national de la recherche scientifique o CNRS) y del Centro de Estudios Superiores de Civilización Medieval (en francés Centre d'études Supérieures de Civilisation Médiévale o CESCM) de la Universidad de Poitiers.
Dentro de su especialidad, Flori se centró en el estudio de la caballería y su ideología, mismos que se convirtieron en el tema central de varias de sus obras. No obstante, también es reconocido por su trabajo sobre el concepto e idea de la guerra santa durante la Edad Media, y las cruzadas.

## Obras
- L'idéologie du glaive. Préhistoire de la chevalerie, 1983.
- L'essor de la chevalerie, 11ème - 12ème siècles, 1986.
- La chevalerie en France au Moyen Age, 1995.
- La Première Croisade. L'occident chrétien contre l'Islam, 1997.
- Croisade et Chevalerie, 1998.
- Chevaliers et chevalerie, 1998.
- La chevalerie, 1998.
- Chevaliers et chevalerie au Moyen Age, 1998 — Caballeros y caballería en la Edad Media, Paidós Ibérica, Barcelona, 2001.
- Brève histoire de la chevalerie, 1999.
- Pierre l'Ermite et la première croisade, 1999 — Pedro el Ermitaño y el origen de las cruzadas, Edhasa, Barcelona, 2006.
- Richard Cœur de lion, le roi-chevalier, 1999 — Ricardo Corazón de León, el rey cruzado, Edhasa, Barcelona, 2002.
- La guerre sainte. La formation de l'idée de croisade dans l'Occident chrétien, 2001 — La guerra santa. La formación de la idea de cruzada en el occidente cristiano, Trotta, Madrid, 2003.
- Les croisades, 2001 — Las cruzadas, Universidad de Granada, 2011.
- Philippe Auguste, la naissance de l'État monarchique, 2002.
- Guerre sainte, jihad, croisade. Violence et religion dans le christianisme et l'islam, 2002.
- Aliénor d’Aquitaine. La reine insoumise, 2004 — Leonor de Aquitania. La reina rebelde, Edhasa, Barcelona, 2005.
- L'islam et la fin des Temps. L'interprétation prophétique des invasions musulmanes dans la chrétienté médiévale, 2007 — El islam y el fin de los tiempos. La interpretación profética de las invasiones musulmanas en la cristiandad medieval, Akal, Madrid, 2010.
- Bohémond d'Antioche, chevalier d'aventure, 2007 — Bohemundo de Antioquía, Edhasa, Barcelona, 2009.
- La fin du monde au Moyen Age, Paris, (éd. J-P Gisserot), 2008.